# Cholmy (Ukraine)
Cholmy (ukrainisch Холми; russisch Холмы) ist eine Siedlung städtischen Typs im Norden der ukrainischen Oblast Tschernihiw mit etwa 2390 Einwohnern.
Cholmy wurde Mitte des 16. Jahrhunderts gegründet und besitzt seit 1958 den Status einer Siedlung städtischen Typs. Cholmy liegt im Osten des Rajon Korjukiwka am rechten Ufer des Ubid (Убідь), einem 106 km langen Nebenfluss der Desna 118 km nordöstlich vom Oblastzentrum Tschernihiw und 31 km nordöstlich vom Rajonzentrum Korjukiwka. Durch die Siedlung verläuft die Territorialstraße T–25–12.

## Verwaltungsgliederung
Am 20. September 2016 wurde die Siedlung zum Zentrum der neugegründeten Siedlungsgemeinde Cholmy (Холминська селищна громада/Cholmynska selyschtschna hromada). Zu dieser zählen auch 13 in der untenstehenden Tabelle aufgelisteten Dörfer sowie die Ansiedlung Dowschyk , bis dahin bildete sie zusammen mit den Dörfern Kutschuhury, Oleschnja und Tschentschyky die gleichnamige Siedlungsratsgemeinde Cholmy (Холминська селищна рада/Cholmynska selyschtschna rada) im Nordosten des Rajons Korjukiwka.
Folgende Orte sind neben dem Hauptort Cholmy Teil der Gemeinde:
| Name                     | Name          | Name                                    |
| ukrainisch transkribiert | ukrainisch    | russisch                                |
| ------------------------ | ------------- | --------------------------------------- |
| Beresowa Roschtscha      | Березова Роща | Берёзовая Роща (Berjosowaja Roschtscha) |
| Bobryk                   | Бобрик        | Бобрик (Bobrik)                         |
| Borok                    | Борок         | Борок (Borok)                           |
| Datschne                 | Дачне         | Дачное (Datschnoje)                     |
| Dowschyk                 | Довжик        | Должик (Dolschik)                       |
| Kamka                    | Камка         | Камка                                   |
| Kosyliwka                | Козилівка     | Козиловка (Kosilowka)                   |
| Kutschuhury              | Кучугури      | Кучугуры (Kutschugury)                  |
| Oleschnja                | Олешня        | Олешня                                  |
| Radomka                  | Радомка       | Радомка                                 |
| Schuklja                 | Жукля         | Жукля                                   |
| Tschentschyky            | Ченчики       | Ченчики (Tschentschiki)                 |
| Tychoniwske              | Тихонівське   | Тихоновское (Tichonowskoje)             |
| Uritschtschja            | Уріччя        | Уречье (Uretschje)                      |